# Wrodzone zgrubienie paznokci
Wrodzone zgrubienie paznokci (łac. pachyonychia congenita, PC) – rzadka choroba genetyczna dotycząca paznokci. Wyróżnia się kilka wariantów schorzenia, o różnej patogenezie i symptomatologii.
Obecnie powszechny jest podział na dwa typy PC:
- PC-1, typ Jadassohna i Lewandowsky'ego
- PC-2, typ Jacksona i Lawlera

W większości przypadków dziedziczenie jest autosomalne dominujące.